# Giuseppe Marri
Pour les articles homonymes, voir Marri.
Giuseppe Marri, né le 11 juin 1788 à Faenza et mort le 7 août 1852 dans la même ville, est un graveur néo-classique italien du XIXe siècle.

## Biographie
Giuseppe Marri entreprend sa formation en arts à l'école de dessin de Faenza sous Giuseppe Zauli, en même temps que Tommaso Minardi et Michele Sangiorgi. Il reçoit une bourse par les sœurs de la charité de Faenza pour aller étudier la gravure à Rome. Il déménage à Milan en 1818 pour travailler sous Giuseppe Longhi. En 1830, il retourne à Faenza et devient le directeur de l'école de dessin, qui avait été renommée en l'école de dessin et de gravure de Faenza par Zauli et Pasquale Saviotti. En 1849, il devient le directeur de l'école de gravure et de dessin à Forli, car ils offraient un salaire meilleur, et y reste pour deux ans. Après son départ de l'école de Faenza, cette dernière arrête les cours de gravure et se concentre sur le dessin et la peinture.
Il avait aussi travaillé à Florence. Giuseppe Marri meurt dans sa ville natale en 1852.

## Œuvres

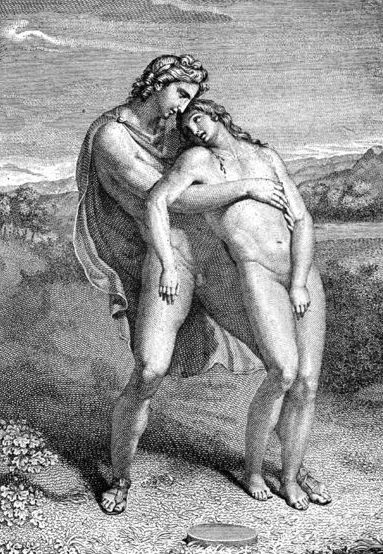
Apollo e Giacinto.

- Apollo e Giacinto, d'après l'œuvre originale d'Andrea Appiani, burin sur carton, XIXe siècle, pinacothèque de Brera ;
- Autoportrait, d'après Carlo Dolci, Chine collé (en) sur papier vélin, 54,5 × 37,8 cm, XIXe siècle, Clark Art Institute[6]
- Ritratto di Niccolò Machiavelli, avec Giuseppe Longhi, d'après Santi di Tito, eaux-fortes sur papier, 33 × 24,1 cm, XIXe siècle, Rijksmuseum Amsterdam[7] ;
- Sacra Famiglia con Sant'Anna e il Bambino Battista, d'après l'œuvre originale de Giulio Romano, imprimé par Luigi Bardi, eaux-fortes sur papier, 63,8 × 48,4 cm, entre 1808 et 1842, Royal Collection[8] ;
- Madonna col Divoto, d'après l'œuvre originale de Tommaso Minardi et de Léonard de Vinci, eaux-fortes, 38,4 × 54,8 cm, 1825, Rhode Island School of Design Museum[9].